# Śniardwy
Śniardwy (nemško Spirdingsee) je največje jezero na Poljskem. Je eno od jezer Mazurskega pojezerja v Varminsko-mazurskem vojvodstvu na severovzhodu države.
Jezero, ki je fluvioglacialnega nastanka, je dolgo okoli 22 kilometrov in široko okoli 13 kilometrov. Je sorazmerno plitvo, njegova največja globina pa znaša 23,4 metra. Na njem je 8 otokov. Obala jezera je nizka, močvirnata in zaraščena. Oblikuje številne zalive, od katerih se dva – Warnołty in Seksty – štejeta za posebni jezeri. Śniardwy in okoliška jezera povezuje mreža Mazurskih kanalov, zgrajena za namene plovbe.
Celotno jezero leži znotraj Mazurskega krajinskega parka.